# Andrés Silva
Andrés Bayron Silva Lemos (Tacuarembó, 27 de marzo de 1986) es un atleta uruguayo de pruebas de velocidad, octatlón y decatlón. Compitió en eventos combinados a nivel juvenil y junior siendo campeón mundial junior en 2003 y desde 2004 se ha especializado en 400 metros y 400 metros vallas siendo una de las figuras olímpicas icono del atletismo uruguayo.

## Biografía
Su infancia la pasó en Paso papito Baltazar, zona rural de Tacuarembó, sus padres trabajaban en una estancia y él ayudaba en el campo juntando ganado y trabajando en la chacra. Fue abanderado en la escuela rural y habitué de las presentaciones escolares. En 1998 dejó su Tacuarembó natal para instalarse en Maldonado, por razones laborales de su familia. Llegó al atletismo casi que por casualidad cuando su profesora de gimnasia del liceo departamental de Maldonado, los llevó a él y a sus compañeros a un encuentro de liceales ahí en el Campus. Su perseverancia llamó la atención de sus entrenadores, entre ellos, Ulises Villamil y Andrés Barrios, quien lo acompaña hasta hoy.
En 2001 viajó a su primer torneo internacional: Sudamericano en Santa Fe, en donde obtuvo la medalla de bronce en 400 planos con solo 15 años de edad. En el 2003 se consagró Campeón Mundial de menores en octatlón y este resultado marcó su inicio deportivo.

## Carrera deportiva
Andrés Silva participó en las competencias de 400 metros en los Juegos Olímpicos de 2004 y 2008. Fue el abanderado de Uruguay en los Juegos Panamericanos de 2007. 
También formó parte de la delegación uruguaya a los Juegos Olímpicos de Londres 2012. También estuvo presente en los 400 metros vallas en los Juegos Olímpicos de Londres 2012 y Río 2016 donde tuvo su performance olímpica. Aspira a llegar a Tokio 2020 convirtiéndose en el atleta uruguayo con más Juegos Olímpicos.
En agosto de 2014 logró la medalla de oro los 400 metros vallas en el Iberoamericano de Atletismo en San Pablo, logrando el récord uruguayo con un tiempo de 48,65 s. Esto lo consagró en el podio de los récords nacionales, terminando el año en el sexto puesto del ranking mundial, un logro histórico para el atletismo uruguayo.
Fue campeón sudamericano 2015, finalista en los Juegos Panamericanos de Toronto, Medalla de Oro en el Iberoamericano de Río 2016. En Praga, República Checa clasificó para sus cuartos Juegos Olímpicos llegando en segundo lugar con un tiempo de 49.28, superando lo exigido para su clasificación que era 49.40. Con Andrés Silva, Uruguay consigue un logro histórico ya que ésta será la delegación más numerosa del atletismo uruguayo en la historia olímpica: con seis, supera los cinco que fueron a Londres 1948.

## Récords nacionales
Abierto
- 400 metros llanos: 45,02 (Grand Prix Sudamericano, Fortaleza, 17 de mayo de 2006)
- 400 metros vallas: 48,65 (Campeonato Iberoamericano, San Paulo, 2 de agosto de 2014)

Cerrado
- 400 metros llanos: 47,50 (Campeonato Mundial, Moscú, 10 de marzo de 2006)